# Mirza Šafi Vazeh
Mirza Šafi Vazeh (ázerbájdžánsky: Mirzə Şəfi Vazeh; okolo 1800 Gjandža – 16. listopadu 1852 Tbilisi) byl ázerbájdžánský básník. Pseudonym Vazeh znamená „expresivní, jasný“. Psal jak v ázerbájdžánštině, tak v perštině. S ruským učitelem Ivanem Grigorjevem sestavil první antologii ázerbájdžánské poezie a tatarsko-ruský slovník. Jeho básně byly většinou intimní, lyrické, ale psal i verše satirické. Hlavním tématem Vazehových děl je velebení romantické lásky a vyjadřování radosti ze života, ale v některých svých básních odsuzuje zlozvyky feudální společnosti, staví se proti otroctví a náboženskému fanatismu.

## Život
Přesné datum jeho narození je sporné. Velká sovětská encyklopedie uvádí rok 1796, často se lze ale setkat i s datem 1794 nebo dokonce 1805 či 1807. Narodil se v Gjandže, zhruba v době, kdy ji dobyli Rusové. Jeho otec byl architektem. Pracoval pro chány, takže s příchodem Rusů přišel o příjem. Orientalista Adolf Berge uvádí, že Mirzův otec po ruském vpádu zkrachoval, krátce poté z toho onemocněl a zemřel. Historik Michail Semevský etnicko-kulturní zázemí Mirzy pospal: „Laskavý, prostý člověk, který byl původem Tatar a výchovou Peršan“.
Otec ho poslal do medresy v mešitě v Gjandže. Chtěl, aby se syn stal mulláhem. V medrese se Mirza naučil persky a arabsky, podle všeho mu však perština šla mnohem lépe. Mirza mulláhem být nechtěl, ale dokud byl jeho otec naživu, nechtěl jít proti jeho přáním. Pokračoval ve studiu v medrese až do otcovi smrti. Po otcově smrti ho silně ovlivnil jistý Haji Abdullah, dobrodruh, který se na svých cestách seznámil se súfismem, a v Gjandže, kam přišel někdy okolo roku 1805, budil pozdvižení, neboť se často hádal s místními muslimskými duchovními a snažil se dokázat nekonzistenci a absurditu náboženských předsudků a pověr. Z medresy byl podle všeho Mirza vyloučen právě jako někdo, kdo podlehl vlivu tohoto muže. Podle některých badatelů Abdullah Mirzu dokonce v té době adoptoval. Ten si z této epizody svého života odnesl pohrdání duchovenstvem, jež je pak patrné v celém jeho díle.
Ve 30. a 40. letech si Mirza vydělával jako sluha. Vyučoval také orientální jazyky a kaligrafii. V roce 1840 se přestěhoval do Tbilisi, kde se stal učitelem. Zde navázal úzké vztahy s dalšími významnými osobnostmi, jako byli arménský spisovatel Chačatur Abovjan, azerský spisovatel Abbasgulu Bakichanov nebo budoucí významný íránsko-azerský propagátor ateismu Mirza Fatali Achundov, který se stal Mirzovým žákem. V roce 1846 se přestěhoval zpět do Gjandži, kde také pracoval jako učitel a psal poezii. V roce 1850 se zase vrátil do Tbilisi, kde začal učit na gymnáziu perštinu a ázerbájdžánštinu. Tyto dva jazyky učil i německého spisovatele a orientalistu Friedricha von Bodenstedta, který projevil velký zájem o život na Kavkaze. Bodenstedt vydal později řadu Vazehových básní na západě a posléze začal dokonce tvrdit, že jsou jeho vlastním dílem. Orientalisté však studiem originálu jasně prokázali, že autorem je Vazeh. Nejistota panovala ale dlouho. Až do 60. let 20. století se věřilo, že jeho dílo žije jen ve formě překladů, a že originály v perštině a ázerbájdžánštině byly ztraceny. V čísle Literaturnaj Gazety ze dne 31. ledna 1963 však bylo oznámeno, že tyto originály byly nalezeny. Problém spočíval i v tom, že Vazeh nikdy neusiloval o vytištění svých děl. Jako vášnivému kaligrafovi mu stačilo mít texty krásně vyvedeny v jediném exempláři. Tím svůj literární odkaz ale ohrozil.